# Traveling Wilburys Vol. 3
Traveling Wilburys Vol. 3 je drugi in zadnji studijski album superskupine Traveling Wilburys, ki je bil posnet in izdan leta 1990.

## Zgodovina
Čeprav gre za drugi album skupine, je George Harrison album načrtno poimenoval Vol. 3. Jeff Lynne je dejal, da je bila to Georgejeva ideja in je s tem George želel nekoliko zmesti poslušalce.
Po Orbisonovi smrti je dinamika v skupini nekoliko vpadla in preostali člani so zamenjali svoje psevdonime: Spike (George Harrison), Clayton (Jeff Lynne), Muddy (Tom Petty) in Boo (Bob Dylan). Snemanje albuma je potekalo pomladi 1990, producenta pa sta znova bila Harrison in Lynne.
Album je izšel oktobra in je bil slabše sprejet kot predhodnik, Traveling Wilburys Vol. 1, vseeno sta singla »She's My Baby«, kjer je solo kitaro odigral Gary Moore, in »Inside Out« postala radijska hita, album pa je dosegel 14. mesto britanske in 11. mesto ameriške lestvice, kjer je postal tudi platinast.
Čeprav so po izdaji tega albuma obstajale govorice o nadaljnjih albumih skupine, so se s Harrisonovo smrtjo leta 2001 dokončno zaključile možnosti o tem, saj je bil Harrison neuradni vodja skupine in lastnik pravic obeh albumov skupine.
Traveling Wilburys Vol. 3 je bil posvečen v spomin »Leftyju Wilburyju« (Royju Orbisonu).
Harrison, kot primarni lastnik pravic, pred svojo smrtjo ni ponovno izdal albumov. Junija 2007 sta albuma izšla kot The Traveling Wilburys Collection, box set, ki je vseboval oba albuma na zgoščenkah in DVD z dokumentarnim filmom in videospoti. Box set je dosegel 1. mesto britanske lestvice in 9. mesto lestvice Billboard 200.

## Seznam skladb
Vse skladbe so delo skupine Traveling Wilburys, razen kjer je posebej napisano.
| Št. | Naslov                       | Glavni vokali                                                     | Dolžina |
| --- | ---------------------------- | ----------------------------------------------------------------- | ------- |
| 1.  | „She's My Baby‟              | vsi                                                               | 3:15    |
| 2.  | „Inside Out‟                 | Bob Dylan (Bridge: George Harrison/Jeff Lynne; Refren: Tom Petty) | 3:35    |
| 3.  | „If You Belonged to Me‟      | Bob Dylan                                                         | 3:13    |
| 4.  | „The Devil's Been Busy‟      | vsi (Bridge: Bob Dylan)                                           | 3:18    |
| 5.  | „7 Deadly Sins‟              | Bob Dylan                                                         | 3:17    |
| 6.  | „Poor House‟                 | Jeff Lynne/Tom Petty                                              | 3:16    |
| 7.  | „Where Were You Last Night?‟ | Bob Dylan (Bridge: George Harrison)                               | 3:03    |
| 8.  | „Cool Dry Place‟             | Tom Petty                                                         | 3:37    |
| 9.  | „New Blue Moon‟              | George Harrison/Jeff Lynne/Tom Petty (Bridge: Bob Dylan)          | 3:20    |
| 10. | „You Took My Breath Away‟    | Tom Petty (Bridge: Jeff Lynne)                                    | 3:18    |
| 11. | „Wilbury Twist‟              | vsi                                                               | 2:58    |

| Ponovna izdaja (2007) | Ponovna izdaja (2007) | Ponovna izdaja (2007)     | Ponovna izdaja (2007) | Ponovna izdaja (2007) |
| Št.                   | Naslov                | Pisec                     | Glavni vokali         | Dolžina               |
| --------------------- | --------------------- | ------------------------- | --------------------- | --------------------- |
| 12.                   | „Nobody's Child‟      | Cy Coben, Mel Foree       | vsi                   | 3:29                  |
| 13.                   | „Runaway‟             | Del Shannon, Max D. Crook | Jeff Lynne            | 3:36                  |

## Osebje

### Traveling Wilburys
- Clayton Wilbury (Jeff Lynne) – akustične in električne kitare, bas, klaviature, vokali
- Spike Wilbury (George Harrison) – akustične, električne in slide kitare, mandolina, sitar, vokali
- Boo Wilbury (Bob Dylan) – akustična kitara, orglice, vokali
- Muddy Wilbury (Tom Petty) – akustična kitara, bas, vokali

### Dodatno osebje
- Jim Keltner – bobni, tolkala
- Jim Horn – saksofoni
- Ray Cooper – tolkala
- Ken Wilbury (Gary Moore) – solo kitara pri »She's My Baby«
- Eric Idle (kot Prof. »Tiny« Hampton) - notranje opombe

## Certifikati
| Regija                    | Certifikat | Prodaja   |
| ------------------------- | ---------- | --------- |
| Kanada (Music Canada)     | Platinast  | 100,000   |
| Združeno kraljestvo (BPI) | Zlat       | 100,000   |
| ZDA (RIAA)                | Platinast  | 1,000,000 |

## Lestvice
| Lestvica (1990–91)       | Mesto |
| ------------------------ | ----- |
| Avstralija (ARIA Charts) | 14    |
| Avstrija                 | 22    |
| Kanada (RPM)             | 6     |
| Nizozemska (Megacharts)  | 55    |
| Nemčija (Media Control)  | 23    |
| Japonska (Oricon)        | 79    |
| Nova Zelandija (RIANZ)   | 19    |
| Norveška (VG-lista)      | 3     |
| Švedska                  | 5     |
| Švica                    | 18    |
| Združeno kraljestvo      | 14    |
| ZDA (Billboard 200)      | 11    |

| Lestvica (1990)       | Mesto |
| --------------------- | ----- |
| Kanada (RPM Year-End) | 44    |

| Lestvica (1991)     | Mesto |
| ------------------- | ----- |
| Kanada (RPM)        | 51    |
| ZDA (Billboard 200) | 76    |